# Die großen Kriminalfälle
Die großen Kriminalfälle ist eine Dokumentarfilm-Sendereihe der ARD. Die erste Folge Lebenslänglich für Vera Brühne wurde am 11. Mai 2000 ausgestrahlt.

## Handlung
Jede Folge der Serie behandelt jeweils ein bekanntgewordenes Verbrechen der deutschen Nachkriegsgeschichte. Dabei werden Zeitzeugen befragt und die Taten nochmal von neuem aufgerollt. Insgesamt sind 9 Staffeln mit je 2 bis 6 Folgen entstanden. Nach der Erstausstrahlung werden die einzelnen Folgen den anderen öffentlich-rechtlichen Funkanstalten zur Zweitauswertung zur Verfügung gestellt. Ab der 3. Staffel handelte es sich überwiegend um Auftragsarbeiten anderer Sendeanstalten. Staffel 4 erschien unregelmäßig und teilweise wurde der Termin der Erstausstrahlung auf den Sender NDR gelegt. Begleitend zur Fernsehserie erschienen zwei Sachbücher im Campus-Verlag.

## Staffelübersicht

### Staffel 1
| Folge | Titel                                          | Erstausstrahlung | Film von                                   | Weitere Informationen |
| ----- | ---------------------------------------------- | ---------------- | ------------------------------------------ | --------------------- |
| 1     | Lebenslänglich für Vera Brühne                 | 11. Mai 2000     | Michael Gramberg                           | Vera Brühne           |
| 2     | Der Kindermörder Jürgen Bartsch                | 18. Mai 2000     | Thomas Fischer                             | Jürgen Bartsch        |
| 3     | Der Fall Rosemarie Nitribitt                   | 25. Mai 2000     | Helga Dierichs                             | Rosemarie Nitribitt   |
| 4     | Der Kreuzworträtsel-Mord                       | 8. Juni 2000     | Gunther Scholz                             | Kreuzworträtselmord   |
| 5     | Die Gladowbande – Chicago in Berlin            | 22. Juni 2000    | Ute Bönnen und Gerald Endres               | Werner Gladow         |
| 6     | Walter Sedlmayr – Tod eines Volksschauspielers | 29. Juni 2000    | Walter Harrich und Danuta Harrich-Zandberg | Walter Sedlmayr       |

### Staffel 2
| Folge | Titel                                        | Erstausstrahlung | Film von                                   | Weitere Informationen      |
| ----- | -------------------------------------------- | ---------------- | ------------------------------------------ | -------------------------- |
| 7     | Der Frauenmörder von St. Pauli – Fritz Honka | 10. Mai 2001     | Walter Harrich und Danuta Harrich-Zandberg | Fritz Honka                |
| 8     | Tod einer Bestie – Der Fall Hagedorn         | 17. Mai 2001     | Michael Erler                              | Erwin Hagedorn             |
| 9     | Der Hammermörder – Blutspur eines Polizisten | 24. Mai 2001     | Anne Worst                                 | Norbert Poehlke            |
| 10    | Der Satansmord – Tod eines Schülers          | 31. Mai 2001     | Ulrike Baur                                | Mordfall von Sondershausen |
| 11    | Der Soldatenmord – Die Schüsse von Lebach    | 7. Juni 2001     | Inge Plettenberg                           | Soldatenmord von Lebach    |

### Staffel 3
| Folge | Titel                        | Erstausstrahlung   | Film von                                   | Weitere Informationen |
| ----- | ---------------------------- | ------------------ | ------------------------------------------ | --------------------- |
| 12    | Der St.-Pauli-Killer         | 30. September 2002 | Walter Harrich und Danuta Harrich-Zandberg | Werner Pinzner        |
| 13    | Jagd auf den Ausbrecherkönig | 6. Oktober 2002    | Michael Gramberg                           | Alfred Lecki          |
| 14    | Giftpaket nach Rügen         | 14. Oktober 2002   | Ute Bönnen und Gerald Endres               | Otto Bergemann        |
| 15    | Der rätselhafte Kindermord   | 21. Oktober 2002   | Christel Schmidt                           | Der Fall Tommy        |
| 16    | Ein Mord und keine Leiche    | 28. Oktober 2002   | Inge Plettenberg                           | Hugo Lacour           |

### Staffel 4
| Folge | Titel                                              | Erstausstrahlung    | Film von                                   | Weitere Informationen           |
| ----- | -------------------------------------------------- | ------------------- | ------------------------------------------ | ------------------------------- |
| 17    | Der Blaubart von Fehmarn                           | 16. Juni 2004 (NDR) | Michael Gramberg                           | Arwed Imiela                    |
| 18    | Die Schlecker-Entführer                            | 16. Februar 2004    | Roland May                                 | Entführung der Schlecker-Kinder |
| 19    | Der Elternmord von Morschen                        | 22. Juni 2004 (NDR) | Ulrike Bremer                              | Elternmord von Morschen         |
| 20    | Mord in der Karibik – Die Todesfahrt der Apollonia | 8. Juni 2004 (NDR)  | Danuta Harrich-Zandberg und Walter Harrich | Apollonia (Schiff, 1968)        |
| 21    | Der Schmücker-Mord                                 | 15. März 2004       | Ute Bönnen und Gerald Endres               | Schmücker-Prozess               |
| 22    | Der Mörder in der Mülltonne                        | 22. März 2004       | Inge Plettenberg                           | Karl Klein                      |

### Staffel 5
| Folge | Titel                                           | Erstausstrahlung | Film von                  | Weitere Informationen        |
| ----- | ----------------------------------------------- | ---------------- | ------------------------- | ---------------------------- |
| 23    | Schmökel – der Mörder am Gartenzaun             | 13. März 2005    | Christian Frey            | Frank Schmökel               |
| 24    | Bernhard Kimmel – Der „Al Capone“ von der Pfalz | 20. März 2006    | Roland May und Dirk Laabs | Bernhard Kimmel              |
| 25    | Familienbande – Der Mörder und sein Sohn        | 27. März 2006    | Christel Schmidt          | Entführung von Jakub Fiszman |
| 26    | Tod im Taxi                                     | 29. März 2006    | Dietmar Noss              | Ermordung einer Taxifahrerin |
| 27    | Post vom Tango-Jüngling                         | 10. April 2006   | Dirk Blumenthal           | Erich von Halacz             |
| 28    | Die Rache der Marianne Bachmeier                | 17. April 2006   | Michael Gramberg          | Marianne Bachmeier           |

### Staffel 6
| Folge | Titel                              | Erstausstrahlung | Film von                            | Weitere Informationen |
| ----- | ---------------------------------- | ---------------- | ----------------------------------- | --------------------- |
| 29    | „Dagobert“ – Der Kaufhauserpresser | 8. Oktober 2007  | Sven Ihden und Roland May           | Arno Funke            |
| 30    | Monika Weimar und der Kindermord   | 15. Oktober 2007 | Erika Kimmel und Bernd Isecke       | Monika Böttcher       |
| 31    | Der Totmacher Rudolf Pleil         | 22. Oktober 2007 | Hans-Dieter Rutsch                  | Rudolf Pleil          |
| 32    | Ronny Rieken – Der Mädchenmörder   | 29. Oktober 2007 | Annette Baumeister und Jobst Knigge | Ronny Rieken          |

### Staffel 7
| Folge | Titel                                      | Erstausstrahlung  | Film von           | Weitere Informationen                           |
| ----- | ------------------------------------------ | ----------------- | ------------------ | ----------------------------------------------- |
| 33    | Jakob von Metzler – Tod eines Bankiersohns | 1. Dezember 2008  | Philipp Engel      | Entführung von Jakob von Metzler; Magnus Gäfgen |
| 34    | Ripper von Magdeburg                       | 8. Dezember 2008  | Hans-Dieter Rutsch | Peter Albrecht (im Film Jürgen S.)              |
| 35    | Der Oma-Mörder von Bremerhaven             | 15. Dezember 2008 | Dirk Blumenthal    | Olaf Däter                                      |

### Staffel 8
| Folge | Titel                                                         | Erstausstrahlung | Film von                                | Weitere Informationen |
| ----- | ------------------------------------------------------------- | ---------------- | --------------------------------------- | --------------------- |
| 36    | Rudolph Moshammer: Der einsame Tod des Modemachers            | 5. Juli 2010     | Danuta Harrich-Zandberg, Walter Harrich | Rudolph Moshammer     |
| 37    | Die tödliche Liebe der Ingrid van Bergen                      | 12. Juli 2010    | Ulrike Brincker, Rüdiger Liedtke        | Ingrid van Bergen     |
| 38    | Lebenslang weggesperrt … Der Frauenmörder Heinrich Pommerenke | 19. Juli 2010    | Tom Ockers                              | Heinrich Pommerenke   |
| 39    | Ein Kind verschwindet – der Fall Pascal                       | 26. Juli 2010    | Rüdiger Mörsdorf                        | Pascal-Prozess        |

### Staffel 9
| Folge | Titel                                       | Erstausstrahlung | Film von                     | Weitere Informationen |
| ----- | ------------------------------------------- | ---------------- | ---------------------------- | --------------------- |
| 40    | Das falsche Geständnis des Günther Kaufmann | 14. Mai 2012     | Peter Gerhardt, Kamil Taylan | Günther Kaufmann      |
| 41    | Der dramatische Abstieg des Bubi Scholz     | 2. Juli 2012     | Rüdiger Liedtke              | Bubi Scholz           |